# استرپتوزوسین
استرپتوزوسین (به انگلیسی: Streptozocin)
نام تجارتی : Zanosar
رده درمانی: داروهای ضد نئوپلاسم
اشکال دارویی: آمپول ۱ گرم در ویال

## مقدمه
استرپتوزوسین یک عامل شیمی درمانی معروف است که به طور گسترده در درمان سرطان پانکراس استفاده می شود، به ویژه در برابر سرطان سلول های جزیره ای موثر است. استرپتوزوسین به عنوان عضوی از گروه دارویی عوامل آلکیله کننده، نقش مهمی در جلوگیری از رشد و تکثیر سلول های سرطانی ایفا می کند.

## موارد مصرف
استرپتوزوسین در درمان کارسینومای متاستاتیک سلول‌های جزیره‌ای لوزالمعده کاربرد دارد. همچنین به تنهایی یا به همراه سایر داروها در درمان کارسینومای کولون یا بیماری هوچکین مورد استفاده قرار می‌گیرد.

## طریقه مصرف
- ۱ گرم به ازای هر مترمربع سطح بدن (m۲) با فواصل زمانی یک هفته‌ای از راه تزریق یا انفوزیون وریدی.

## موارد منع مصرف
- حساسیت مفرط به دارو.

## عوارض جانبی
تهوع شدید، اسهال، استفراغ، اغتشاش شعور، آنمی، لکوپنی، ترومبوسیتوپنی، پروتئینوری، آزوتمی